# Gustav Karl Laube
Gustav Karl Laube (9. ledna 1839 Teplice, Rakouské císařství – 12. dubna 1923 Praha, Československo) byl geolog a paleontolog.

## Život
Narodil se v severočeských Teplicích, v domě "Zlatá naběračka" (dnes Laubeho náměstí čp.12), jako syn pekaře Aloise Laubeho, pozdějšího nájemce Nových lázní a městského radního. S ohledem na příznivé rodinné poměry i atmosféru tehdejších Teplic měl možnost již od útlého věku rozvíjet pestrou škálu svých zájmů, což později vedlo k jeho vědecké kariéře. Po absolutoriu gymnázia v Mostě studoval na univerzitách v Praze a Mnichově. Po promoci na doktora přírodních věd v Tübingenu v roce 1865 nastoupil jako asistent na Polytechnický Institut ve Vídni, kde se v roce 1866 habilitoval v oboru paleontologie. Proslavila jej účast na druhé německé polární expedici (1869/70), kterou absolvoval spolu s dalším významným teplickým rodákem Juliem Payerem. Plavba skončila zničením lodi Hansa mezi ledem východně od Grónska. V roce 1871 se stal profesorem mineralogie a geologie na Polytechnickém Institutu (pozdější německé technice) v Praze. Od roku 1876 působil jako profesor na nově založené katedře geologie a paleontologie na Karlo-Ferdinandově univerzitě v Praze. Po rozdělení univerzity v roce 1882 působil dále na její německé části. Ve školním roce 1893/1894 zastával úřad jejího rektora. Je pohřben v rodných Teplicích, kde se dodnes nachází jeho hrob.

## Vědecké dílo
- Die Echinodermen des braunen Jura von Balin 1-3, Vídeň: K. Gerold’s Sohn, 1867.
- Die Fauna der Schichten von St. Cassian: ein Beitrag zur Paläontologie der Alpinen Trias 1-5, Vídeň: K. k. Akademie der Wissenschaften, 1865-1869.
- Die Echinoiden der Österreichisch-Ungarischen Oberen Tertiärablagerungen, Vídeň: K. k. Geologische Reichsanstalt, 1871.
- Hilfstafeln zur Bestimmung der Mineralien: zum Gebrauche für Anfänger in mineralogischen Übungsstunden, Praha: J.G.Calve 1871, 1879 etc.
- Die geologische Bedeutung des Regentropfens, Praha, 1876.
- Geologie des böhmischen Erzgebirges I. Geologie des westlichen Erzgebirges oder des Gebirges zwischen Maria-Kulm-Schönbach und Joachimsthal-Gottesgab, Praha: Fr. Řivnáč, 1876.
- Geologie des böhmischen Erzgebirges II. Geologie des östlichen Erzgebirges oder des Gebirges zwischen Joachimsthal-Gottesgab und der Elbe, Praha: Fr. Řivnáč, 1887.
- Geologie českého Rudohoří, díl 1. (dle německého vydání v Archivu pro přírodovědecký výskum Čech od Gustava Laubea), Praha: Fr.Řivnáč, 1882.
- Schildkrötenreste aus der böhmischen Braunkohlenformation, Praha: J.G.Calve, 1896.
- Der geologische Aufbau von Böhmen, Praha, vydáno několikrát v letech 1891-1923.